# Baeotis zonata
Baeotis zonata är en fjärilsart som beskrevs av Felder 1869. Baeotis zonata ingår i släktet Baeotis och familjen Riodinidae. Inga underarter finns listade i Catalogue of Life.